# Felix Huby
Felix Huby, eigentlich Eberhard Hungerbühler (* 21. Dezember 1938 in Dettenhausen; † 19. August 2022 in Berlin), war ein deutscher Journalist, Drehbuchautor und Schriftsteller.

## Leben
Felix Huby verließ das Gymnasium ohne Abitur und war zunächst Redakteur bei der Schwäbischen Donauzeitung in Ulm (später umfirmiert zu Südwest Presse), später Chefredakteur der Warentestzeitschrift DM und der Zeitschrift X-Magazin. Von 1972 bis 1979 war er Baden-Württemberg-Korrespondent des Magazins Der Spiegel. Mitte der 70er Jahre berichtete er über den RAF-Prozess in Stammheim. 1978 interviewte er Baden-Württembergs damaligen Ministerpräsidenten Hans Filbinger (CDU), der in diesem Interview zu seiner NS-Tätigkeit als Marinerichter, der auch Todesurteile verhängte, den inzwischen historischen Satz „Was damals Recht war, kann heute nicht Unrecht sein“ äußerte.
Sein Pseudonym Felix Huby hat er erstmals für sein Buch Der Atomkrieg in Weihersbronn verwendet, weil der damalige Herausgeber des Spiegels, Rudolf Augstein, nicht damit einverstanden war, dass der Name eines Spiegel-Redakteurs mit einer Buchveröffentlichung in Verbindung gebracht wird.
Ab 1976 schrieb Huby Kriminalromane. Er hat für das deutsche Fernsehen zahlreiche Drehbücher für Fernsehserien und Tatort-Folgen geschrieben. So schuf er unter anderem die Tatort-Kommissare Max Palu, Jan Casstorff und Ernst Bienzle. Populär war vor allem die schwäbische Figur Bienzle, die es auf 25 Tatort-Folgen brachte. Mit seinen Drehbüchern für insgesamt 33 Tatortfolgen führt er die Liste der Tatort-Autoren noch heute an.
Bienzle ist auch die Hauptfigur in einer Krimireihe, die mehr als 15 Bände umfasst. Mit dem Roman Der Heckenschütze eröffnete Huby eine weitere Krimireihe, in der auch Bienzle eine Nebenrolle spielt. Hauptfigur ist Peter Heiland, ein schwäbischer Kommissar, der in Berlin ermittelt. Für die legendäre, von Götz George gespielte Figur Horst Schimanski schrieb Huby für den WDR 1981 – als sein erstes Drehbuch überhaupt – einen von zwei Pilotfilmen. Für den Verlag Das Beste schrieb er ein Porträt von Martin Luther King.

„Sobald die Figuren da sind, geh ich oft an den Schreibtisch, um zu erfahren, was die machen. Die entwickeln so ein eigenes Leben und ich muss es nur noch aufschreiben.“

Huby war verheiratet und lebte zuletzt in Berlin. Aus der Ehe gingen zwei Söhne hervor. Der seit längerem an Krebs erkrankte Huby starb am 19. August 2022 im Alter von 83 Jahren in Berlin.

## Ehrungen und Auszeichnungen
- Robert-Geisendörfer-Preis
- Berliner Krimipreis
- Ehren-Glauser der Criminale
- 2016 Baden-Württembergischer Filmpreis (Ehrenfilmpreis)
- 2007 Goldene Romy als Bester Drehbuchautor
- 2017 Sebastian-Blau-Preis für schwäbische Mundart (Ehrenpreis)
- 2019 Ehrenbürger der Gemeinde Dettenhausen
- 2019 Verdienstorden des Landes Baden-Württemberg[8]

## Werke (Auswahl)
Drehbücher 
- Die Frau des Heimkehrers
- Der König von Bärenbach
- Detektivbüro Roth
- Didi auf vollen Touren
- Hafendetektiv
- Wartesaal zum kleinen Glück
- Oh Gott, Herr Pfarrer
- Abenteuer Airport
- Zwei Brüder
- Der Eugen
- Ein Bayer auf Rügen
- Tatort (33 Episoden)[9]
- Großstadtrevier (16.–22. Staffel)[10]
- Radio-Tatort des Südwestrundfunks (ab 2009)

 Kinder-/Jugendbücher 
- Paul Pepper-Krimireihe (Franckh-Kosmos, 1984–1988)
- Edgar Wallace und der Fall ...-Krimireihe (als Christopher Knock) (Thienemann, 1983–1985)[11]
- Robin Hood
- Störtebeker
- Vier Freunde auf heißer Spur
- Vier Freunde sprengen den Schmugglerring
- Einbruch im Labor (1977)
- Felix & Co und der große Eisenbahnraub (1979)
- Felix & Co und der Kampf in den Bergen (1981)
- Felix & Co und die Jagd im Moor (1982)

 Romane  
- Ach, wie gut daß niemand weiß
- Der Atomkrieg von Weihersbronn
- Der Schlangenbiß (mit Fred Breinersdorfer)
- Gute Nacht, Bienzle
- Der Heckenschütze
- Pfarrerin Lenau
- Die Leute von Bärenbach
- Bienzle und das Narrenspiel
- Bienzle und die schöne Lau
- Bienzle und die letzte Beichte
- Bienzles schwerster Fall
- Bienzle im Reich des Paten
- Bienzle und der Klinkenmörder
- Bienzle und die lange Wut
- Bienzle und der Biedermann
- Terrloff
- Tod im Tauerntunnel
- Heimatjahre
- Lehrjahre
- Spiegeljahre
- Clara Zetkin und ihre Söhne (mit Hartwin Gromes)

 Theaterstücke 
- Mach’ Spucke druff (Singspiel-Libretto)
- Das Stuttgarter Hutzelmännlein (nach Eduard Mörike)
- Schwabenblues (mit Jürgen Popig)
- Grüß Gott, Herr Minischter
- Selbscht ischt d’r Mann (mit Dieter de Lazzer)
- Georg Elser – Allein gegen Hitler (mit Dieter de Lazzer)
- Das Schlitzohr von Köpenick – Schuster, Hauptmann, Vagabund (mit Hans Münch, basierend auf der Geschichte des Hauptmanns von Köpenick)
- 55 Sommer[12]